# Struthiopteris varians
Struthiopteris varians là một loài dương xỉ trong họ Blechnaceae. Loài này được Broadh. mô tả khoa học đầu tiên năm 1912.
Danh pháp khoa học của loài này chưa được làm sáng tỏ. 